# 中澤敬
中澤 敬（なかざわ たかし、1959年 - ）は、日本の実業家、室蘭工業大学を卒業後、三井造船株式会社に入社。その後、加地テック株式会社の顧問となった。2015年から同社代表取締役社長に就任した。

## 経歴
- 1982年4月　三井造船㈱入社
- 2008年2月　同社機械・システム事業本部機械工場品質保証部担当部長
- 2012年6月　同社機械・システム事業本部機械工場産業機械設計部長
- 2015年1月　同社機械・システム事業本部機械工場長補佐
- 2015年3月　三井造船㈱より当社へ出向 顧問
- 2015年6月　三井造船㈱退職
- 2015年6月　加地テック㈱代表取締役社長(現)

（出典）